# Siphamia fistulosa
Siphamia fistulosa és una espècie de peix pertanyent a la família dels apogònids.

## Descripció
- Pot arribar a fer 4 cm de llargària màxima.
- És de color marró groguenc amb taques platejades.
- Aleta caudal petita.
- Té set espines a la primera aleta dorsal.[6][7]

## Hàbitat
És un peix marí, associat als esculls i de clima tropical (14°N-12°S) que viu fins als 18 m de fondària.

## Distribució geogràfica
Es troba al Pacífic occidental: Indonèsia, Guam i Tonga.

## Observacions
És inofensiu per als humans.